# Yevgeni Gennadyevich Popov
Yevgeni Gennadyevich Popov (tiếng Nga: Евгений Геннадьевич Попов; sinh ngày 14 tháng 2 năm 1988) là một cầu thủ bóng đá người Nga. Anh thi đấu cho FC Tekstilshchik Ivanovo.